# Ivan Seibel
Ivan Seibel (* 1. August 1947 in Afonso Cláudio, Espírito Santo) ist ein deutschbrasilianischer Mediziner, Autor und Übersetzer.

## Leben
Ivan Seibel wurde am 1. August 1947 auf einem kleinen Landgut in der Gemeinde Afonso Cláudio im Bundesstaat Espírito Santo geboren. Er ist der Sohn von Lourenço Seibel und Alvina Seibel, beide aus europäischen Einwandererfamilien. Er wurde zu Hause von seinem Vater unterrichtet und im Alter von 13 Jahren besuchte er ein Internat in der Stadt São Leopoldo in Rio Grande do Sul und beendete die Grundschule. Er absolvierte den Klassikkurs am Colégio Sinodal im Jahr 1967. 
Nach der Aufnahmeprüfung an der Bundesuniversität für Gesundheitswissenschaften von Porto Alegre schloss er ein Postgraduiertenstudium in Urologie 1974 ab. Es folgten Postgraduiertenstudien in genossenschaftlichem Management an der Universidade do Vale do Rio dos Sinos (Unisinos) sowie der Magister- und der Doktortitel in Klinischer Medizin und Nephrologie an der Pontifícia Universidade Católica do Rio Grande do Sul (PUC-RS). 1980 schloss Ivan Seibel eine medizinische Spezialisierung an der Santa Casa de Misericórdia in Porto Alegre ab und begann, seine ersten Veröffentlichungen in medizinischen Fachzeitschriften zu veröffentlichen.
In Venâncio Aires praktizierte er als Arzt und war journalistisch tätig. Er leitete die Online-Zeitung für Sprachminderheiten Folha Pomerana und arbeitet seit 2000 regelmäßig mit Zeitungen und Zeitschriften zusammen.

## Auszeichnungen und Dekorationen
- „Premio Lions da Saúde“ für Dienste an der Gemeinde Venâncio Aires
- Ehrenbürger „Cidadão Honorário de Venâncio Aires“, verliehen durch den Stadtrat Câmara de Vereadores da Cidade de Venâncio Aires
- Freimaurerorden „Grande Inspetor Geral do Grau 33 da Maçonaria para A República Federativa do Brasil“

## Schriften
- Avaliação Subjetiva da Disfunção Erétil Masculina em Pacientes Urêmicos em Hemodiálise. Produções Gráficas, Venâncio Aires 1998.
- A educaçao cooperativista e a sua implantaçao na Unimed VTRP. (Cadernos CEDOPE, Cooperativismo e Desenvolvimento Rural e Urbano; 18).   Universidade do Vale do Rio dos Sinos, São Leopoldo 2000, ISBN 85-85869-55-0.
- Educação Cooperativista e Gestão pela Qualidade. Santa Cruz do Sul 2000
- (Hrsg.): Educação Cooperativa: a implantação na Singular. Band 2. WS Editor, Porto Alegre 2001, ISBN 85-87187-75-9.
- (Hrsg.): Educação Cooperativista. A Implantação Na Singular. Porto Alegre 2001.
- (Hrsg.): Gestão pela Qualidade. A implantação na Singular. Band 2. WS Editor, Porto Alegre 2001, ISBN 85-87187-76-7.
- Efeito do Citrato de Sildenafil sobre a Disfunção Erétil em Pacientes com Insuficiência Renal Crônica em Hemodiálise. Traço, Produções Gráficas,  Venâncio Aires 2002.
- (Hrsg.): Formação Cooperativista – História, estrutura e educação cooperativista no Complexo Unimed. Band 1. WS Editor, Porto Alegre 2003, ISBN 85-7599-020-9.
- (Hrsg.): Formação Cooperativista – A Gestão da Singular Unimed. Band 2. WS Editor, Porto Alegre 2003, ISBN 85-7599-022-5.
- (Hrsg.): Formação Cooperativista – O cooperado e sua Singular Unimed. Band 3. WS Editor, Porto Alegre 2003, ISBN 85-7599-022-5.
- A 10ª Enfermaria. Polêmicas e Benefícios da Educação Médica Informal. WS Editor, Porto Alegre 2004, ISBN  85-7599-85-049 (defekt) (portugiesisch).
- Imigrante, à duras penas. Editora Amstad, Nova Petrópolis 2007, ISBN 978-85-88134-13-3.
- Imigrante no século do isolamento: 1870–1970. São Leopoldo 2010, ISBN 978-85-62186-03-5 (Digitalisat)
- O povo pomerano no Brasil. Santa Cruz do Sul 2016, ISBN 978-85-75784-36-5

### Übersetzungen
- Therese von Bayern: Viagem pelos trópicos brasileiros. Província do Espírito Santo. Vila Velha 2014, ISBN 978-85-64011-03-8. (Digitalisat, Teilübersetzung von Meine Reise in den brasilianischen Tropen).